# Petroselinum
- Commons
- Wikispecies

Petroselinum (salsas) é um género botânico que inclui duas espécies, pertencente à família Apiaceae, nativo da Europa Ocidental e Meridional e do norte de África. Trata-se de plantas glabras, herbáceas, verdes e bianuais, raramente anuais. Durante o primeiro ano formam uma roseta de folhas pinadas ou tripinadas e uma raíz utilizada como reserva de alimento durante o inverno. Durante o segundo ano desenvolvem um caule floral com até 1 m de altura com folhas esparsas e umbelas com flores brancas ou rosadas a verde-amareladas.

## Espécies
- Petroselinum crispum (salsa-comum) do sul da Europa e norte de África (sul da Itália, Grécia, Argélia, Tunísia) é uma importante erva aromática, usada amplamente para dar sabor e como hortaliça.

- Petroselinum segetum (salsa-das-searas) da Europa Ocidental (Grã-Bretanha e Países Baixos para sul através da França até à Itália, Espanha e Portugal) é também comestível com um sabor similar, mas menos cultivada. Ocorre em pastagens, sebes, e margens de rios. Tem folhas mais estreitas e lanceoladas que a salsa-comum, as quais são apenas pinadas e não tripinadas.[3]